# Hašani
Hašani är en ort i Bosnien och Hercegovina.   Den ligger i entiteten Republika Srpska, i den nordvästra delen av landet, 190 km nordväst om huvudstaden Sarajevo. Hašani ligger 320 meter över havet och antalet invånare är 217.
Terrängen runt Hašani är huvudsakligen kuperad, men åt sydost är den platt.Närmaste större samhälle är Bosanska Krupa, 16,6 km väster om Hašani. 
I omgivningarna runt Hašani växer i huvudsak lövfällande lövskog. Runt Hašani är det ganska tätbefolkat, med 93 invånare per kvadratkilometer.